# Associação Juízes para a Democracia
Associação Juízes para a Democracia (AJD) é uma Organização não governamental brasileira, com sede em São Paulo. Entre as causas defendidas pela Associação estão as cotas raciais nos concursos para juiz e mudanças nos critérios para promoção de juízes e na escolha dos ministros do Supremo Tribunal Federal.

## História
Foi fundada em 13 de maio de 1991, na Faculdade de Direito da USP, por um grupo de juízes, com o objetivo de democratizar o Poder Judiciário no país. A inspiração veio de entidades semelhantes como a Magistrats Européens pour la Démocratie et les Libertés (Medel) europeia, a Magistratura Democratica italiana e a Jueces para la Democracia espanhola.
Em 2005, a AJD foi uma das fundadoras da Federação de Associações de Juízes para a Democracia da América Latina e do Caribe, ao lado de entidades semelhantes da Argentina, Peru, Equador e El Salvador.